# Louis-Charles Royer
Pour les articles homonymes, voir Royer.
Louis-Charles Royer, né le 7 février 1885 au Pont-de-Beauvoisin (Isère) et mort le 24 novembre 1970 dans le 17e arrondissement de Paris,  est un romancier français, spécialisé dans la littérature érotique dont les œuvres sont souvent publiées aux éditions Rabelais, et pour lequel Jean-Gabriel Domergue et Jean-Denis Maillart ont dessiné plusieurs couvertures.
Ces œuvres, bien qu'elles ne soient plus rééditées depuis les années 1970, sont toujours recherchées et collectionnées par les amateurs de romans érotiques soft. 

## Œuvres
- The Harem
- La Maitresse Noire
- Love Camp
- L'Amour en Allemagne, 1930
- Unrepentant Sinners
- Kham, la laotienne: l'or et les filles du Laos
- The Redhead from Chicago
- Femmes tahitiennes
- The Man from Paris
- The flesh
- Kham the Dancer (Kham la Bayadere)
- The Impure Cup
- Nuit chaude à Naples
- L'Amour Chez les Soviets
- African Mistress
- Les nuits de Ninon, Ed. Rabelais, 1963
- French Doctor
- Les Fiancées de Heidelberg
- Femmes d'U.R.S.S.
- La Folie Érotique de Maitre

Éditions Rabelais :
- La Chambre d’amour, 1964
- Trois amoureuses
- La Fille du phare
- Les Rendez-vous de bel-ébat
- Les Nuits de Ninon
- Gisèle et le désir
- Confidences d’une amoureuse
- L'Amour à travers le monde

Autres éditeurs :
- Le Village du péché
- Démon charnel
- Les Ensorcelées
- Crime passionnel
- L'Amour à Honolulu
- La Nymphe du Gévaudan
- L'Infidèle du train bleu
- La Chair
- Le Désir
- Confessions amoureuses
- Les Cinq sœurs de Nesle
- L'Amour des quatre saisons
- La Coupe impure
- Tyrolienne galante
- Les 51 maîtresses de Vert-Galant
- Haras humain
- L'Amour au soleil
- La Vierge folle
- Plaisirs d’amour
- Paradis perdu
- L'Alcôve des dames galantes

Cahon : La revenante
- Le Desir
- L'Amour au Soleil
- Savage Triangle